# Lepidapion squamigerum
Lepidapion squamigerum é uma espécie de insetos coleópteros polífagos pertencente à família Apionidae.
A autoridade científica da espécie é Jacquelin du Val, tendo sido descrita no ano de 1854.
Trata-se de uma espécie presente no território português.